# Collina in Provenza
Collina in Provenza è un dipinto di Paul Cézanne. Eseguito tra il 1890 e il 1892, è conservato nella National Gallery di Londra.

## Descrizione
Si tratta di un paesaggio stilisticamente simile a quelli che Cézanne usava dipingere in Provenza nella metà degli anni ottanta. La località non è identificata, ma le rocce in primo piano suggeriscono si tratti di una cava.